# Développement professionnel continu
Pour les articles homonymes, voir DPC.
Le développement professionnel continu (DPC) est, en France, un dispositif d’amélioration continue de la qualité et de la sécurité des soins en y intégrant la formation médicale continue et l’évaluation des pratiques professionnelles.
Il s’adresse à l'ensemble des professionnels de la santé, soit 1,7 million de personnes en France en 2014.
Il constitue une obligation qui s’inscrit dans une démarche d’amélioration de la qualité des soins.
La participation à un programme de développement professionnel continu (DPC) est requise pour tous les professionnels de la santé, et depuis janvier 2023, les membres des professions de santé réglementées sont tenus de se faire certifier. Cette obligation légale a pour objectif d'harmoniser la qualité des soins médicaux à l'échelle nationale. Tout manquement à cette exigence peut entraîner des sanctions professionnelles et légales.

## Obligation du développement professionnel continu
Afin d'atteindre l'objectif de maintien et l'actualisation des connaissances et des compétences ainsi que l'amélioration des pratiques, le DPC est une obligation pour les professionnels de santé. Chacun doit justifier, sur un cycle de trois ans, de son engagement dans un programme de développement professionnel continu. Ce programme doit inclure au moins deux activités distinctes, qui peuvent être des formations, des évaluations de pratiques professionnelles ou des initiatives de gestion des risques.
Pour s'engager dans ces activités, les professionnels doivent s'inscrire aux actions de DPC publiées sur le site web de l'Agence nationale du DPC. Le suivi de ces actions est documenté dans un « Document de Traçabilité » disponible sur le même site. Ce document sert de preuve de conformité et doit être présenté à l'organisme de contrôle pertinent, qu'il s'agisse de l'Ordre professionnel pour certaines professions, de l'employeur pour les salariés non affiliés à un Ordre, ou de l'agence régionale de santé (ARS) pour les professionnels libéraux non affiliés à un Ordre.

## Pilotage du développement professionnel continu
Le pilotage est assuré par l'Agence nationale du Développement Professionnel Continu (ANDPC). Cette agence est un groupement d'intérêt public (GIP), constitué paritairement entre l'État et l'Union nationale des caisses d'assurance maladie (UNCAM). Elle est créée par la loi de modernisation du système de santé de 2016. Elle exerce le contrôle du dispositif.